# Lee Mi-young
Lee Mi-young (koreanska: 이 미영), född den 28 januari 1969, är en sydkoreansk handbollsspelare.
Hon tog OS-guld i damernas turnering i samband med de olympiska handbollstävlingarna 1992 i Barcelona.